# Parasesarma plicatum
Parasesarma plicatum is een krabbensoort uit de familie van de Sesarmidae. De wetenschappelijke naam van de soort is voor het eerst geldig gepubliceerd in 1803 door Latreille.